# Sint-Hippolytuskerk (Kamerik)
De Sint-Hippolytuskerk is een Nederlands Hervormde kerk in Kamerik, gelegen aan de Burgemeester Talsmaweg 18.

## Geschiedenis
Er zijn aanwijzingen dat de huidige kerk, die rond 1500 werd gebouwd, de vervanging is van een ouder gebouw uit de 10e eeuw. Er zijn houten lijkkisten in de kerk gevonden, die uit die tijd dateren.
De huidige kerk werd in de jaren 1833-34 gebouwd, in plaats van de oorspronkelijke vijftiende-eeuwse kerk, die bouwvallig was geworden. Alleen de gotische toren van deze aan Sint-Hippolytus gewijde kerk bleef bestaan. Deze toren is een rijksmonument.

## Gemeente
Deze gemeente rekent zich qua modaliteit tot de Gereformeerde Bond.